# Bloody Hammers
I Bloody Hammers sono un gruppo hard rock statunitense, fondato nel 2010 da Anders Manga nella contea di Transylvania, in Carolina del Nord. Manga è il principale produttore, cantante, cantautore e strumentista. La musica dei Bloody Hammers abbraccia una vasta gamma di generi tra cui heavy metal, gothic rock, doom metal e rock psichedelico. La band in tournée presenta una formazione girevole con Manga e il tastierista Devallia come unici membri permanenti. Devallia contribuisce anche con parti di tastiera ed è talvolta accreditato come co-produttore.
Nel 2012, l'album omonimo Bloody Hammers è stato pubblicato insieme a un video su YouTube per la canzone Fear No Evil. Nel 2014, la band ha firmato un contratto con la Napalm Records e ha pubblicato il loro secondo album, Under Satan's Sun, a maggio dello stesso anno. Questo album è stato seguito da un tour europeo. The Summoning, è stato pubblicato nel 2019, mentre Songs Of Unspeakable Terror il 15 gennaio 2021.

## Formazione

### Formazione attuale
- Anders Manga - voce, chitarra, basso (2010-oggi)
- Devallia - organo, tastiere (2010-oggi)

Ex tournisti
- Bill Fischer - chitarra (Under Satan's Sun Tour 2014)
- Doza Mendoza - batteria (Under Satan's Sun Tour 2014)

## Discografia

### Album in studio
- Bloody Hammers (2012) (SoulSeller Records)
- Spiritual Relics (2013) (SoulSeller Records)
- Under Satan's Sun (2014) (Napalm Records)
- Lovely Sort of Death (2016) (Napalm Records)
- The Summoning (2019) (Napalm Records)
- Songs of Unspeakable Terror (2021) (Napalm Records)

### EP
- The Horrific Case of Bloody Hammers (2017) (Napalm Records)

### Singoli
- Fear No Evil (2012)
- What's Haunting You  (2013)
- The Town That Dreaded Sundown (2014)
- Welcome to the Horror Show (2014)
- Death Does Us Part (2014)
- Necromancer (2014)
- The Reaper Comes (2016)
- Lights Come Alive (2016)
- Ether (2016)
- Now the Screaming Starts (2019)
- Let Sleeping Corpses Lie (2019)
- From Beyond the Grave (2019)
- A Night to Dismember (2020)
- Hands of the Ripper (2020)